# Wybory parlamentarne w Belgii w 2010 roku
Wybory parlamentarne w Belgii 2010 zostały przeprowadzone w dniu 12 czerwca 2010 (niedziela). Wyborcy wybierali 150 posłów do Izby Reprezentantów oraz 40 członków Senatu. Były to wybory przedterminowe rozpisane po rezygnacji złożonej przez premiera Yves'a Leterme w związku z rozpadem wielopartyjnej koalicji rządowej, którą opuściła flamandzka liberalna partia Open VLD.

## Izba Reprezentantów
| Lista | Lista                                  | Głosy     | %      | Mandaty |
| ----- | -------------------------------------- | --------- | ------ | ------- |
|       | Nowy Sojusz Flamandzki                 | 1 135 617 | 17,40% | 27      |
|       | Partia Socjalistyczna (Walonia)        | 894 543   | 13,71% | 26      |
|       | Chrześcijańscy Demokraci i Flamandowie | 707 986   | 10,85% | 17      |
|       | Ruch Reformatorski                     | 605 617   | 9,28%  | 18      |
|       | Partia Socjalistyczna (Flandria)       | 602 867   | 9,24%  | 13      |
|       | Flamandzcy Liberałowie i Demokraci     | 563 873   | 8,64%  | 13      |
|       | Interes Flamandzki                     | 506 697   | 7,76%  | 12      |
|       | Centrum Demokratyczno-Humanistyczne    | 360 441   | 5,53%  | 9       |
|       | Ecolo                                  | 313 047   | 4,80%  | 8       |
|       | Zieloni!                               | 285 989   | 4,38%  | 5       |
|       | Lista Dedeckera                        | 150 577   | 2,31%  | 1       |
|       | Partia Ludowa                          | 84 005    | 1,29%  | 1       |
|       | Pozostali                              | 316 108   | 4,84%  | 0       |
| Razem | Razem                                  | 6 671 360 |        | 150     |

## Senat
| Lista | Lista                                  | Głosy     | %      | Mandaty |
| ----- | -------------------------------------- | --------- | ------ | ------- |
|       | Nowy Sojusz Flamandzki                 | 1 268 894 | 19,61% | 9       |
|       | Partia Socjalistyczna (Walonia)        | 880 828   | 13,62% | 7       |
|       | Chrześcijańscy Demokraci i Flamandowie | 646 371   | 9,99%  | 4       |
|       | Partia Socjalistyczna (Flandria)       | 613 091   | 9,48%  | 4       |
|       | Ruch Reformatorski                     | 599 618   | 9,27%  | 4       |
|       | Flamandzcy Liberałowie i Demokraci     | 533 171   | 8,24%  | 4       |
|       | Interes Flamandzki                     | 491 519   | 7,60%  | 3       |
|       | Ecolo                                  | 353 111   | 5,46%  | 2       |
|       | Centrum Demokratyczno-Humanistyczne    | 331.870   | 5,13%  | 2       |
|       | Zieloni!                               | 251 605   | 3,89%  | 1       |
|       | Lista Dedeckera                        | 130 777   | 2,02%  | 0       |
|       | Partia Ludowa                          | 98 858    | 1,53%  | 0       |
|       | Pozostali                              | 264 591   | 4,09%  | 0       |
| Razem | Razem                                  | 6 628 127 |        | 40      |